# Sargeist
A Sargeist finn black metal zenekar, amely 1999-ben alakult Shatraug (Horna) szóló projektjeként. 2000-ben egyéb zenészek csatlakoztak hozzá, így együttessé vált.
Nevük a német "Sarg" (koporsó) és a "Geist" (szellem) szavak keresztezése, és a Rotting Christ "The Old Coffin Spirit" című dalára utal.

## Tagok
- Shatraug (Ville Pystynen) – gitár (1999–), basszusgitár (1999-2008)
- VJS - gitár (2014–)
- Abysmal - basszusgitár (2016–)
- Gruft - dob (2016–)
- Profundus - ének (2016–)

Korábbi tagok
- Hoath Torog (Marko Saarikalle) – ének (2002-2016)
- Horns (Jani Rekola) – dob (2002-2016)
- Vainaja (Perttu Pakkanen) - basszusgitár (2009-2016)
- Lord Volos – dob (2000)
- Gorsedd Marter – gitár (2001)
- Makha Karn – dob (2001)

## Diszkográfia
- Satanic Black Devotion (2003)
- Disciple of the Heinous Path (2005)
- Let the Devil In (2010)
- Feeding the Crawling Shadows (2014)
- Unbound (2018)